# Українсько-шведські відносини
Украї́нсько-шве́дські відно́сини — двосторонні відносини між державами Україна та Швеція у галузі міжнародної політики, економіки, освіти, науки, культури тощо. 19 грудня 1991 року Швеція визнала незалежність України, 13 січня 1992 року встановила з нею дипломатичні відносини. У вересні 1992 року в Києві було відкрито Посольство Швеції в Україні; 1999 року відкрилося Посольство України у Швеції.

## Історія

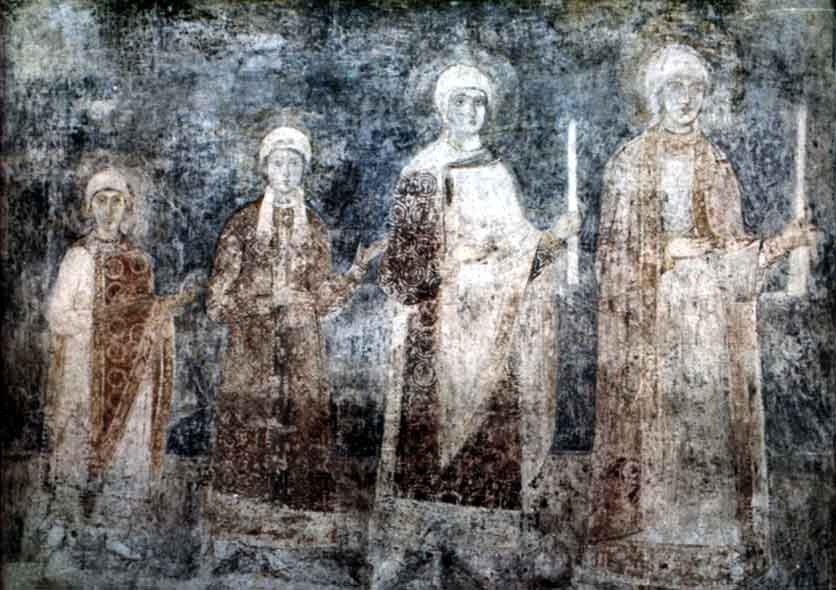
Доньки шведської дружини Ярослава Мудрого Інгігерди (фреска у Софійському соборі в Києві)

### Середньовіччя
У ІІІ столітті з шведського Готланду до теренів України прибув народ готів. Вони створили на українських перше готське королівство Оюм, що об'єднувало землі по обидва берега Дніпра. З готами пов'язують археологічну Черняхівську культуру. Під впливом Риму готи прийняли християнство і брали участь у Першому Нікейському соборі. Чимало германізмів української мови походять з готської: «князь», «меч», «хліб» тощо. У IV столітті готи зазнали нападу гунів зі сходу. Частина готів лишилася в Україні, визнавши гунське верховенство, а інша частина —мігрувала до Криму, Балкан, Італії й Іспанії, де створили власні держави.
У VIII—X століттях Східна Європа стала місцем діяльності шведських вікінгів (норманів), які в руських літописах названі варягами. Через українські землі по Дніпру проходив шлях із варягів у греки, по якому велася торгівля між Скандинавією та Візантією. Вздовж цього шляху вікінги-руси заснували власні поселення-політії, які розвинулися у князівства. Одним із таких князівств став Київ, де правили варязькі князі Аскольд та Дір. За літописною легендою їх заступили інші вікінги — Олег та Ігор, які дали початок новій українській державі — Київській Русі. Онук Ігоря, князь Володимир охрестив цю державу, визначивши її цивілізаційний розвиток, а праонук, князь Ярослав уклав союзи з Англією, Францією та скандинавськими країнами шляхом шлюбів. Тісні політичні й культурні контакти між Руссю і Скандинавією тривали до ХІІІ століття, до монгольської навали зі сходу.
- Аналіз української абетки Глаголиці та шведської мови дає підстави стверджувати про вплив одна на одну (часте уживання кульок в літерах тощо) у порівнянні з кирилицею[1]. Старовинні археологічні знахідки[2] із зображеннями зі скандинавської міфології свідчать про ведення побуту шведської колонії, ведення торгівлі предків шведів з предками українців в Києві, присутність скандинавських військових загонів на службі київського князя. Порівняльний аналіз скандинавських та слов'янських імен у «Літописі Руському» літописця Нестора додає упевненості про багатовікові контакти Швеції з Україною (ім'я князів Аскольда, Діра, Олега, Ігоря тощо)[3]. А титул короля Швеції (король готів — швед. med Guds nåde, Sveriges, Götes och Vendes Konung) зберіг назву тотожню Готському князівству «Ойум», що заіснувало свого часу на етнічних теренах України і залишило Кримськоготську мову нам.
- Син Володимира Мономаха і Гіти Вессекської — Мстислав-Гаральд (1076—1132), котрий в 1125 р. став Великим князем був одружений з Христиною Шведською, дочкою шведського короля Інге I Старшого династії Стейнкельссон. З цього шлюбу народилися доньки Мальмфрида та Інгеборга Київська[4].
- У 1180-х рр. вибухнув політичний конфлікт між Київською Руссю і Швецією за територію Фінляндії, залагоджений на початку XIII століття (1201 р.). У 1238 р. знову дійшло до конфлікту між Київською Руссю та Шведсько-дансько-німецькою коаліцію: Їх своєрідний «хрестовий похід» на Київську Русь закінчився невдачею[4].

### Козацька доба

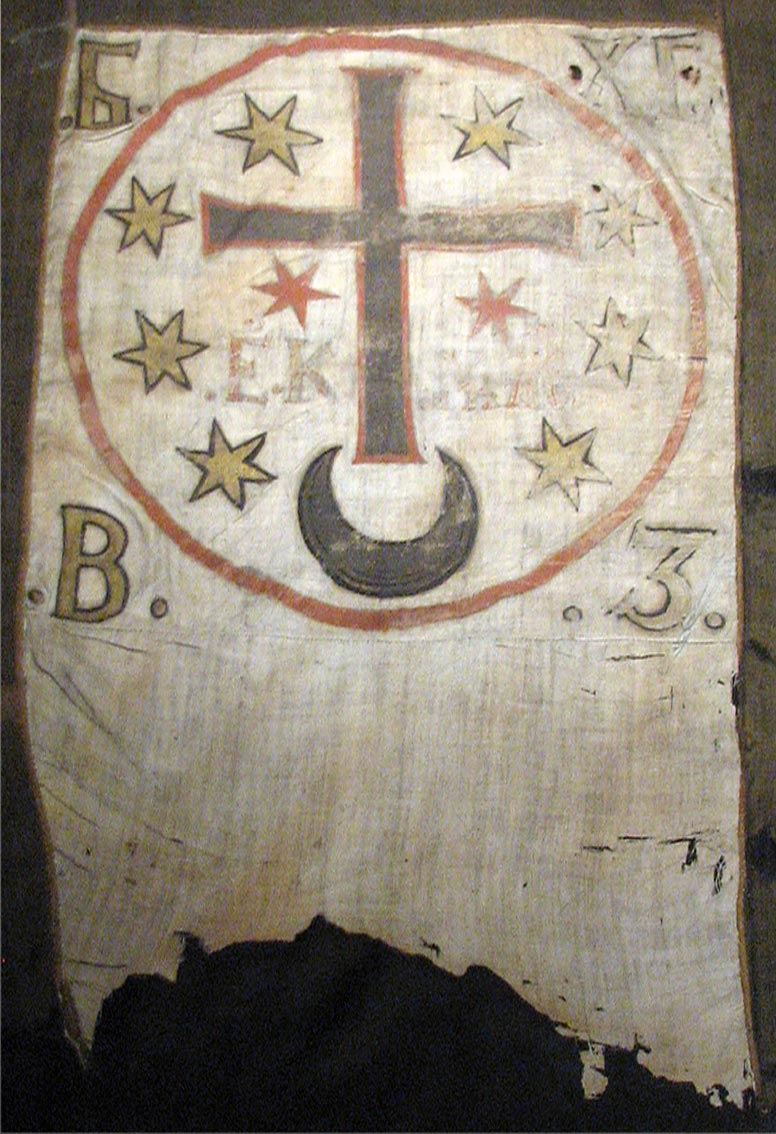
Український клейнод на зберіганні у шведів: Штандарт гетьмана Богдана Хмельницького, який був у битві під Берестечком. Пізніше було прийнято шведами у Варшаві в 1655 році і в даний час на виставці в Музеї армії м. Стокгольм (Швеція).

- Шведська дипломатія відстежувала ретельну підготовку України до визвольних змагань проти Речі Посполитої (з інформації французького дипломата у Швеції пана Терлона). І перший шлях шведів був у встановленні контакту з голландськими козаками, де був український гетьман та кошовий отаман зі старшиною на заробітках для придбання зброї на всеукраїнське повстання.

Другий шлях шведська дипломатія здійснювала у отриманні підтримки царства Московського у підбурюванні козаків проти Польщі в 1626 році. Інший шлях здійснював шведський дипломат Ф. Садлер через Трансільванію з тою ж метою. Адже шведський протестантський король Густав II Адольф Ваза ставив за мету організацію антикатолицької та антипольської коаліції в Європі у складі — Швеція, Московія, Туреччина і Трансільванія.
Місце для державного утворення українців шведи не надали в даній коаліції. З чим шведський король у 1623 р. виступав на міжнародній арені, і пізніше його канцлер Аксель Оксеншерна дав відповідну інструкцію шведському дипломатові в Голландію. Король Швеції Густав II Адольф особисто посилав шведського дипломата П. Страсбурга до правителя Трансільванії Габора Бетлена з одною метою: підбурювання українських козаків проти Польщі і використання їх як «гарматного м'яса» у великій політиці, де не було місця для незалежної Козацької християнської республіки.
Шведи на козаків дивилися як на «фігури маріонеток шахової дошки». Навіть шведський король у цій справі шукав маніпулятора козаками через патріарха Кирила Лукаріса. Паралельно з цими шведськими інтригами король висилав своїх послів у 1631 р. до українських козаків з пропозицією шведського протекторату над Козацькою християнською республікою в Україні.
Шведські посли від імені короля навіть обіцяли утворити воєнний союз проти Польщі заради України. Але «колиска європейської демократії та парламентаризму» Козацька рада з гетьманом Іваном Петражицьким-Кулагою відкинули пропозиції шведського короля Густава II Адольфа, нагадавши, що вони є підданими Польської Корони і вони реєстрові козаки на службі у польського короля, відповідно присяги в армії.
- Союз між Швецією та шляхетним гетьманом гербу «Абданк» паном Богданом-Зиновієм Хмельницьким проти Речі Посполитої був офіційно укладений кілька разів між 1651–1657 роками. Адже Б. Хмельницький у 1650 р. висилав українських дипломатів з пропозицією укласти союз між Швецією та Україною проти Речі Посполитої. Але шведська королева Христина (1632—1654) не виявила до цього проекту жодного зацікавлення. А її наступник Карл X Густав (1654—1660) увійшов у порозуміння з гетьманом Хмельницьким: король допоміг утворити ширшу антипольську коаліцію у складі — Україна, Швеція, Семигород, Молдова, Волощина та Бранденбург. Що стало неабияким успіхом української дипломатії того часу. У 1654 р. до Стокгольму прибула делегація українських дипломатів.

Українське посольство очолював ігумен Данило Атенієзіс (український грек). Навесні 1655 р. шведський король Карл Х Густав розпочав війну проти Польщі, він захопив Варшаву і Краків. У зв'язку з чим Польща в особі коронного гетьмана зі шляхтою та військом, і Велике князівство Литовське в особі Януша Радзивілла визнали своїм польським королем Карла Х Густава. Московія, побоюючись шведської загрози у листопаді 1656 р., не додержуючись умов договору Переяславської ради, підписала у м. Вільно перемир'я з Польщею.
У зв'язку з утвореною новою політичною ситуацією через порушення угоди та так званою пропагандою «возз'єднання України з Московією» Б. Хмельницький розпочав переговори зі Швецією про поділ Польщі (повернення етнічних українських земель до материкової України). У січні 1657 р. до м. Чигирин прибуло шведське посольство. Шведська сторона пропонувала українським дипломатам віддати західно-українські землі під шведську зону політичного впливу. Але гетьман не погодився з цим політичним проектом шведів.
У червні 1657 р. в Україну прибуло ще нове шведське посольство на чолі з дипломатом Швеції паном Густавом Лільєкроном (швед. Lilliecrona-Kenig). Який запропонував укласти договір проти Московії та Польщі на користь Швеції, на основі якого Швеція віддавала Україні етнічні землі неополячених русинів (лемків та бойків) аж до р. Вісла, ще частину Білорусі (білорусинів та поліщуків) аж до м. Смоленськ (литвинські воєводства Берестейське і Новгородське також).
- Нова політична гра без правил призвела до укладання миру 1656 року у м. Вільно між Московією та Польщею за спиною гетьмана Б. Хмельницького, то гетьман у відчаї написав московському цареві Олексію I Романову:

|  | "Шведи хоча б чесні люди, коли вони обіцяють дружбу і союз, вони виконають свої слова. Тим не менш, цар, у встановленні перемир'я з поляками і, бажаючи повернути нас в їхні руки, повів себе найбільш безжально з нами".. |

- Міжнародна передвоєнна ситуація хутко мінялася. Навіть після того, як відбулася Переяславська рада 1654 р., гетьман Б. Хмельницький продовжував вести дипломатичні переговори зі шведами. І в кінці 1655 р. його український посол вніс пропозиції до шведського короля Карла X Густава, щоб прийняти Україну як шведську васальну державу і обіцяв йому вірну службу весь запорізький Кіш[9].

Наступник гетьмана Б. Хмельницького шляхетний гетьман гербу Абданк пан Іван Виговський відновив та скріпив дипломатичні домовленості зі Швецією. Нарешті була підписана угода між Швецією та дипломатичними представниками українського гетьмана в м. Корсуні 6 жовтня 1657. В складі тої делегації були три козацьких полководця: Іван Богун, Юрій Немирич та Іван Ковалівський. Згідно тої угоди Швеція визнавала українські кордони аж до ріки Вісли на заході і Пруссії на півночі. Але Б. Хмельницький помер.
І шведська сторона зажадала не виконувати артикули тої Угоди по відношенню до української сторони так само, як і не були виконані умови Переяславського договору московітською стороною щодо української сторони. Шведи покинули Польщу заради військової кампанії в Данії (Дансько-шведська війна 1657—1658). Отже, узгоджений українсько-шведський альянс загинув через порушення шведами дипломатичної Угоди, на довгі віки московітів стали спекулювати навколо Переяславської угоди, яку вони порушили, і яку вимушено підписувала українська дипломатія того часу. Тому далекоглядний гетьман І. Виговський не орієнтувався вже тоді на шведів, а змушений був укласти мир з Польщею (Гадяцький договір). Швеція не межувала з Україною, але обидва народи цих країн відігравали значну роль в історії один одного. Адже суперництво і боротьба з Польщею та Московщиною зближували Швецію з Україною в глобальний політиці, де обидва народи прагнули нейтралітету в кінцевому результаті.
- Під час Великої Північної війни Швеція і український гетьман І. Мазепа уклали союз в 1708 році проти Московії в особі імператора Петра I. Адже Московія була в союзі з Данією і польським королем Августом II (одночасно був курфюстом Саксонії). А Швеція воювала проти них. І українські козаки мусіли брати участь у московітських походжах на Прибалтиці. З 1705 року за посередництво Станіслава Лещинського Мазепа почав таємні переговори зі шведським королем Карлом XII, що завершилися успішним приєднанням України до антимосковської коаліції.

До чого приєднався також кошовий отаман Запоріжжя Кость Гордієнко, який уклав 28 березня 1709 р. у Великих Будищах договір з Карлом XII. Згідно якого Швеція зобов'язувалася не укладати мирного договору з Московщиною так довго, поки Україна (Гетьманщина і Запоріжжя) не буде вільною і незалежною. А у жовтні 1709 р. Карл XII вступив в Україну. — Шведи грубо порушили стратегічні і тактичні плани І. Мазепи тим, що дали бій на теренах України замість битви в Московії. Після поразки під Полтавою 28 червня 1709 року, частина шведської армії та українського війська козаків під проводом короля Карла XII та гетьмана Івана Мазепи разом були змушені втекти у Бендери (тоді на теренах Османської Туреччині). Де І. Мазепа невдовзі помер.
Карл XII уклав союз із гетьманом Пилипом Орликом, на основі якого мав допомагати у боротьби проти Москви (до цього союзу пристали Кримський ханат та Туреччина). Карл XII мав змогу вступити в бій з переслідувачами на чолі з князем О. Меншиковим, що змусило підписати капітуляцію, хоча шведське військо мало більшу кількість живої сили армії, але шведське командування відмовило дати вигідний бій, і король Швеції був у пораненому стані, а невдовзі був вбитий самими шведами у Норвегії (ґудзиком замість дробі в голову).
За свідченням мемуарів гетьмана Пилипа Орлика фаворит Петра I О. Меньшиков виконував то переслідування шведської армії та українських козаків, бо московітський цар Петро I був зайнятий геноцидом українського народу серед мирного неозброєного населення — навіть московіти різали животи вагітним українським козачкам, щоб не народжувалися козаки на їх думку, пускали по Дніпру розіп'ятих на деревах християн козаків для демонстрації жаху мирному населенню, заслання в Київ шпигуна в одязі монаха для підпалу архіву та бібліотеки Печерської Лаври (де зберігалися дипломатичні і манускрипти від часів Київської Русі), що є нонсенсом для голови Російської Православної Церкви ким був Петро I офіційно.
Пилип Орлик був обраний гетьманом на еміграції. Саме у м. Бендери гетьман Пилип Орлик написав одну з перших конституцій у Європі. Ця конституція була підтримана ще за життя Карла XII, де гетьман П. Орлик називає шведського короля захисником України і визнає його в тій конституції королем України.
Після кількох невдалих рейдів в Україну гетьмана Пилипа Орлика разом з кількома іншими вірними йому козаками він оселивсь у Швеції в 1715 році, до періоду його життя у Франції (див. аеропорт Орлі). Гетьман Пилип Орлик зі своєю дружиною Ганною Герцик і їх семеро дітей жили у шведському місті Крістіанстад кілька років (разом 24 особи). Серед інших українських біженців оселилися деякі і в Стокгольмі (1716—1720 рр.) — це і дружина племінника Івана Мазепи Андрія Войнаровського Ганна Мирович (мешкала у замку Тіннельсе біля Стокгольму до 1740-х рр.), генеральний осавул Григорій Герцик, генеральний хорунжий Іван Герцик, генеральний суддя Климентій Довгополий (†1719 р. у Стокгольмі), генерал-ад'ютант Федір Мирович, бунчужні Федір Третяк та А. Герцик, і український православний священик отець Парфеній.
Син Пилипа Орлика Григорій Орлик навчався у Лундському університеті. Пилип Орлик та його сім'я залишили Стокгольм в 1720 р., але вже в 1747 р. його вдова і діти отримали фінансову підтримку з боку парламенту Швеції (з Риксдагу). Відповідно міжнародної військової етики добровільна офіційна віддача ворогові прапора та інших державних символів на полі битви або силове захоплення їх ворогом означає поразку віддавшого. Клейноди України періоду шляхетного гетьмана гербу «Курч» пана Івана Мазепи не були втрачені і не віддані московітському цареві Петрові I, а зберігаються у союзника України Швеції в Стокгольмі і досі. Які використав для президентської присяги президент України Ющенко Віктор Андрійович, що були навмисно привезені для урочистої інавгурації зі Стокгольму.

### Нова доба
- У другій половині XIX століття на початку XX століття на заробітки приїздили сільсько-господарські українки з Галичини, котрі також формували українську еміграцію[2].
- У Стокгольмі 1916 року було відкрито Українське інформаційне бюро Володимиром Степанківським і М. Залізняком. При Українському Пресовому Бюро діяла у 1918—1921 рр. Українська дипломатична місія (очолена Б. П. Баженовим, пізніше К. Лоським від імені Директорії в 1919 р., секретарем дип.місії був маляр Осип Майданюк (помер у Стокгольмі в 1961 р.).
- У 1918 р. офіційна Українська дипломатична місія Української Народної Республіки відкрита К. В. Лоським в Стокгольмі. Діяла вона до 1921 р.. Очолював її також Б. Б. Баженов, пізніше — К. В. Лоський, секретарем її був маляр Осип Майданюк (залишився в Стокгольмі). У Стокгольмі виступали і деякий час жили оперні українські співаки М. Менцінський (1904—1908 рр., 1914—1917 рр. і з 1926 р. до смерти у 1935 р.) та О. П. Мишуга (1919—1921 рр.).
- Шведський славіст та письменник Альфред Єнсен познайомився з Коцюбинським М., Франком І., Маковеєм О., Гнатюком В.. Він також перекладав на шведську мову твори українських класиків Шевченко Т., Котляревського І., Коцюбинського М.. На шведську мову також перекладав письменник Геммер Я. твори Т. Тевченка. Частину офіційних листів «шведського періоду» гетьмана Пилипа Орлика (1711—1741 рр.) та Анни Войнаровської-Мирович опублікував з коментарями шведський історик Альфред Єнсен. Після Першої світової війни в Стокгольмі діяло представництво організації «Союзу визволення України» (СВУ) на чолі з Назаруком О.. Після заслання в 1917 р. у Стокгольмі перебував граф і греко-католицький митрополит Андрій Шептицький в оточенні української діаспори. Шведський економіст і соціолог пан Густаф Стеффен був прихильником державної самостійності і політичної незалежності України[14].
- Під час і після Другої світової війни близько 2500 українських біженців дісталися до Швеції, хоча багато з них емігрували до США та Канади зі страху отримати екстрадицію в Радянський Союз та підпасти під Сталінські репресії. Під керівництвом Кентржинського Б. А. почало діяти інформаційне бюро шведською мовою для країн Скандинавії. Це бюро надавало допомогу полоненим червоноармійцям у 1944 р. у Стокгольмі та біженцям з Карелії через Фінляндію (туди заслані з України за часів колективізації 1932—1935 рр.). Після Другої світової війни прибули туди колишні полонені німецьких концтаборів з України, робітники з примусової праці в Німеччині й Австрії з України привезені Шведським Червоним Хрестом, втікачі з Польщі українського походження, бачванські українці з Югославії на власному транспорті (поселилися у Стокгольмі, Еребру, Мальме, Гетеборг, Люнд, Борос). Серед них були не лише прості робітники, але і кваліфіковані інженери, лікарі, вчителі, урядовці[15].
- Ті, хто залишився у Швеції, ті заснували Українське товариство в Швеції в 1947 році. Почалася ця українська діаспора у Швеції з невеликої української колонії (близько 200 осіб) у 1947 р. в Стокгольмі. Виник осідок Української Громади у Швеції (голова — В. Федорчук, з 1952 р. — К. Гарбар), у 1949—1955 рр. діяло Українське Пресове Бюро під керівництвом Б. А. Кентржинського (співробітники — Ю. Борис і Б. Залуга), у 1950—1960 рр. — Український Академічний Клуб (очолений Ю. Борисом), у 1950-х pp. — Українська Громада імені гетьмана Пилипа Орлика (голова — В. Дехтяр). Українці Швеції зачали добрі стосунки зі шведськими відомими діячами культури (Б. Люнквіст, А. Генріксон, Н. Буман, Б. Геґман)[16].

## Визнання Швецією незалежності України
Швеція першою серед країн Північної Європи визнала незалежність України 19 грудня 1991 року. Дипломатичні відносини між двома країнами були встановлені 13 січня 1992 року. У вересні 1992 року в Києві було відкрито Посольство Королівства Швеція в Україні. 31 травня 1994 р. була започаткована діяльність Дипломатичного представництва України м. Стокгольмі, очолюваного за сумісництвом Послом України у Фінляндській Республіці. 11 лютого 1999 року вірчі грамоти першого Посла України з резиденцією в Стокгольмі Королю Швеції Карлу XVI Густаву вручив О. С. Сліпченко.

## Політичний діалог
Україна належить до пріоритетів зовнішньої політики Швеції в Східній Європі. Важливу роль відіграє реалізація запропонованої нею спільно з Республікою Польща ініціативи «Східне партнерство». Швеція підтримує прагнення державної влади України вступити до Європейського Союзу.
- 2008 р. — робочий візит короля Швеції Карла XVI Густава в Україну, відвідування ним шведської діаспори в Україні.
- 8-9 квітня 2010 р. — візит Міністра закордонних справ Швеції К. Більдта в Україну;
- 1-3 жовтня 2010 р. — візит Міністра закордонних справ Швеції К. Більдта в Україну;
- 17 листопада 2010 р. — спільний візит Міністра закордонних справ Швеції К. Більдта та Міністра закордонних справ Республіки Польща Р. Сікорського в Україну;
- 6 грудня 2010 р. — візит Міністра закордонних справ України К. І. Грищенка у Швецію;
- 28-29 березня 2011 р. — візит Міністра торгівлі Швеції Е. Бйорлінга в Україну;
- 16-17 вересня 2011 р. — візит Міністра закордонних справ Швеції К. Більдта в Україну;
- 24-26 листопада 2011 р. — візит Віце-прем'єр-міністра України — Міністра соціальної політики С. Л. Тігіпка у Швецію;
- 2-3 квітня 2012 р. — візит Міністра економічного розвитку і торгівлі України П. О. Порошенка у Швецію;
- 13-15 вересня 2012 р. — робочий візит Міністра закордонних справ Швеції К. Більдта в Україну[18].

## Економічна співпраця

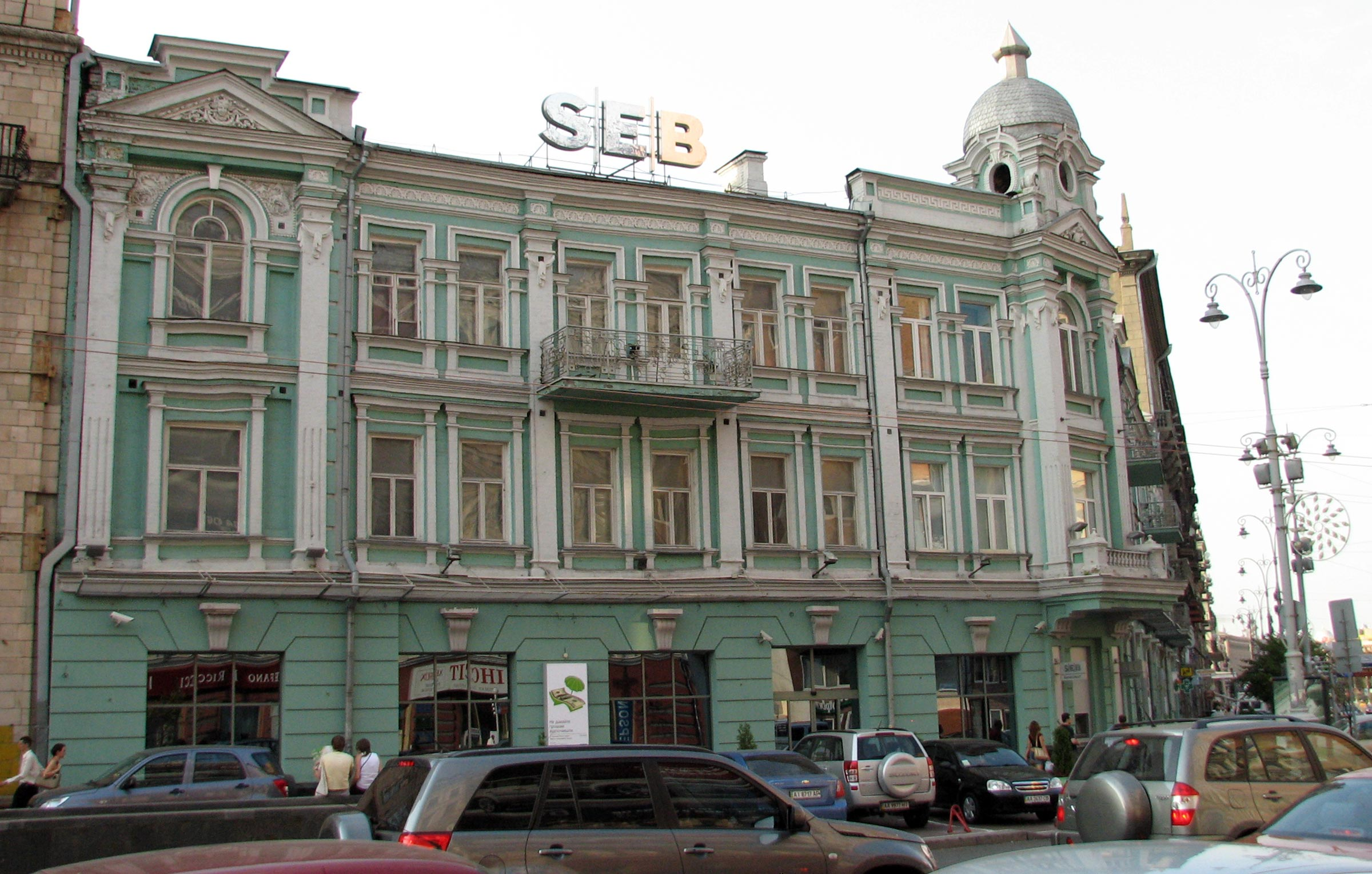
Офіс «SEB» на вулиці Велика Васильківська, 10 у м. Києві

- Торговельно-економічне співробітництво між Україною і Швецією протягом останніх років розвивалося досить динамічно. Кількість зареєстрованих в Україні підприємств зі шведським капіталом перевищує 100. Швеція має взаємовигідні відносини з Україною. Для чого були укладені відповідні торгово-економічні угоди. В Україні представлені шведські компанії «Ерікссон», «Вольво», «Сканія», «Tetra Pak», «Саузерн Фуд» тощо[19].
- Найуспішніша і найвідоміша шведської компанія в Україні є харчова компанія «Чумак» (швед. Tjumak) у Каховці Херсонської області. Це сьогодні одна з найбільших компаній харчової промисловості України. Вона була заснована в 1996 р. двома молодими шведськими підприємцями за фінансової допомоги пана Ханса Раузінга (Hans Rausing) з Tetra Pak[20].
- Шведські банки в останні роки почали проявляти зростаючий інтерес до розширення інвестицій в українську економіку. На початку 2005 року «Skandinaviska Enskilda Banken» (SEB) купив банк «АЖІО», який пізніше був перетворений у «Факторіал-Банк» і в кінці 2007 року «SEB» купив «Факторіал-Банк» з офісами у м. Харкові. Цей банк планується включити в «SEB». Сьогодні «SEB» має 85 офісів в Україні, але планує відкрити додаткові офіси 20-25 на рік, так що це складатиме близько 300 офісів у найближчі роки[21]
- У середині 2007 р. «Swedbank» купив «ТАС-Комерцбанк», що у грудні 2007 року змінив свою назву на «Сведбанк». На даний час цей банк має 190 відділень по всій Україні[22][23].
- Шведський меблевий гігант роздрібної торгівлі «IKEA» протягом багатьох років планував відкрити свій власний магазин і торговий центр МЕГА в Києві (Україна), схожий на той, що в Москві (Росія), але був задум відкладений через суперечки за землю. Замість цього магазин буде відкритий в Одесі в найближчому майбутньому. Але «IKEA» брала активну участь в Україні протягом багатьох років різними постачанням своїх меблів, в основному, через свою дочірній офіс «Swedwood» в Ужгороді[24].
- Швеція є найбільшим торговельно-економічним партнером України в Північній Європі. За даними Державної служби статистики України, у 2011 р. загальний обсяг торгівлі України зі Швецією (товари та послуги) досяг 917,4 млн доларів США, що на 44,1 % більше у порівнянні з 2010 р.. При цьому український експорт до Швеції становив 138,9 млн доларів США (зростання на 17,5 % у порівнянні з 2010 р.), а імпорт — 778,5 млн доларів США (на 50,1 % більше в порівнянні з 2010 р.).
- Структура українського експорту поступово змінюється, розширюється номенклатура товарів, зменшується відсоток сировинної складової поставок та збільшується питома вага готової продукції. Основними позиціями в структурі експорту товарів з України до Швеції є: чорні метали — 22,3 %, текстильна продукція — 19,3 %, деревина і вироби з деревини — 9,0 %, сільськогосподарська продукція — 5,7 %. У структурі імпорту України зі Швеції провідне місце займають: папір та картон — 23,7 %, електричні машини та устаткування — 18,7 %; котли, машини, апарати і механічні пристрої — 12,5 %, сільськогосподарська продукція — 4,9 %.
- Обсяг шведських інвестицій в економіку України у 2011 р. суттєво збільшився і станом на 1 жовтня 2011 року склав 1755,6 млн доларів США. Шведські прямі інвестиції в економіку України становлять 4,1 % від загального обсягу іноземних інвестицій, за цим показником Швеція посідає восьме місце в переліку країн, що здійснюють інвестиції в економіку України. Перспективним напрямком двостороннього співробітництва і даними маркетингу є енергетична галузь, модернізація енергетичного сектора економіки України, впровадження новітніх технологій, збільшення ефективності існуючих потужностей; співпраця в галузях використання відновлювальної енергії (утилізації та переробки відходів), запозичення Україною відповідного досвіду та передових технологій шведських компаній, а також в телекомунікаційній галузі, сферах енергозбереження та захисту довкілля, ядерної безпеки тощо[25].

## Культурна співпраця

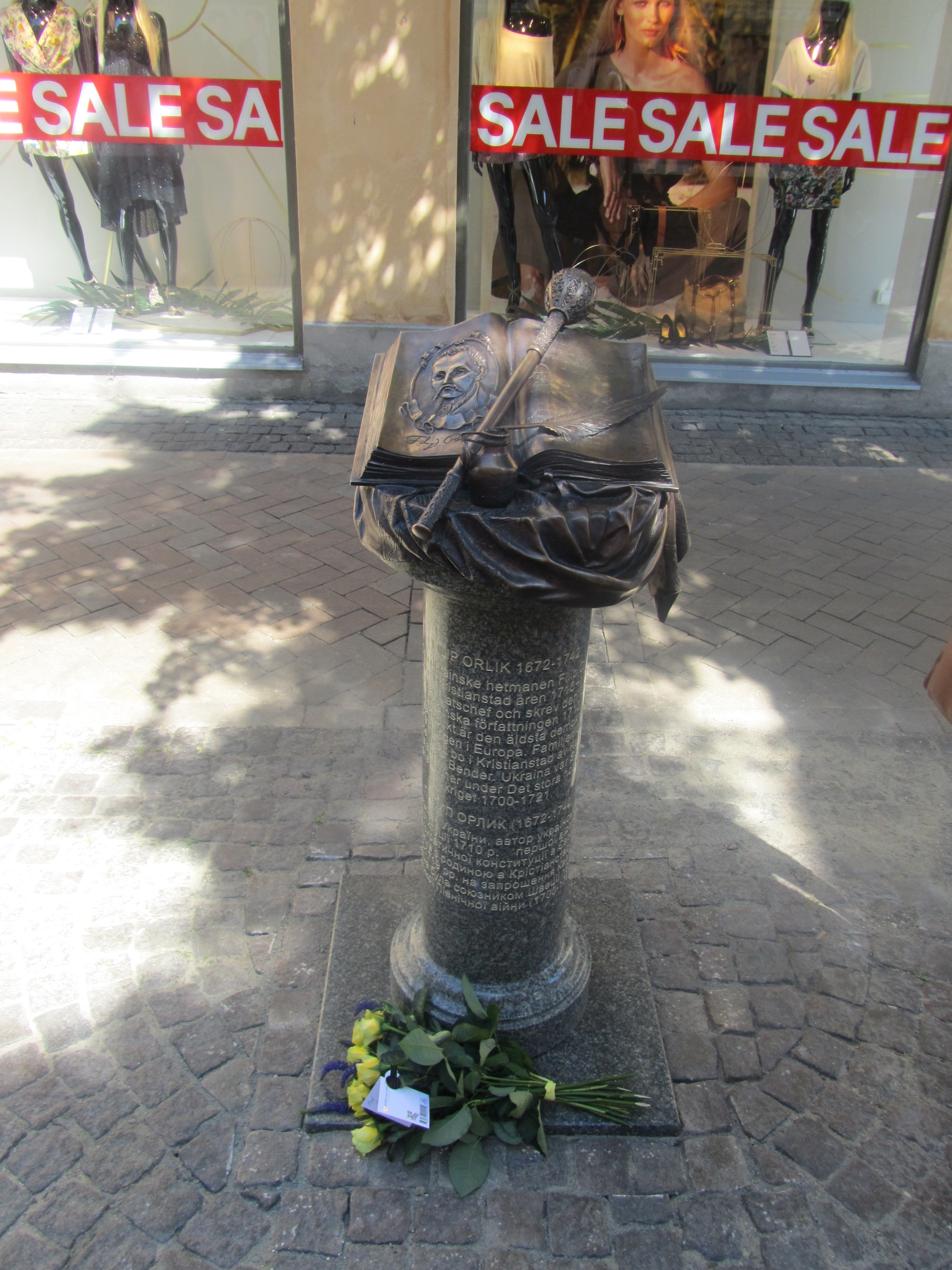
Пам'ятний знак, присвячений Пилипу Орлику в Крістіанстаді, 2011, автори: Крилов Борис та Сидорук Олесь

Зростає інтерес до поглиблення культурно-гуманітарного та науково-технічного співробітництва України і Швеції.
- Спільно з українськими громадським об'єднаннями у Швеції регулярно проводяться Дні України, «українські вечорниці», Шевченківські вечори, лекції та семінари з історії, дні українського кіно та поезії.
- Активізовано дослідницьку роботу між науковцями та співробітниками архівних та музейних установ двох країн. Триває співпраця між Інститутом історії України та Національним музеєм військової історії Швеції щодо дослідження козацьких прапорів, які знаходяться в фондах шведського музею. Реалізовано спільний проект зі Шведським Інститутом та Національним Архівом Швеції щодо проведення науковцями Бахчисарайського історико-культурного заповідника досліджень зібрань листування кримських ханів зі шведськими монархами, в результаті якого копії відповідних документів були передані до кримського закладу.
- У 2011 р. на відзначення 1000-ліття Софійського Собору в історичному музеї м. Сигтуна було відкрито виставку «Софія Київська: віхи історії».
- Значну увагу було приділено відзначенню 20-ї річниці Незалежності України з концертом в приміщенні легендарної стокгольмської Концертної Зали, де проходять щорічні церемонії вручення Нобелівських премій, видатного українського вокального ансамблю «Піккардійська терція».
- Влітку 2011 р. делегація шведських дітей четвертий рік поспіль взяла участь у фестивалі «Змінимо світ на краще» у дитячому українському таборі «Артек». А у 2012 р. — брала участь в українському фестивалі велика група мистецької школи м. Седергамн[26].
- З 2014 в Україні діє Українсько-скандинавський центр метою якого є сприяння розвитку відносин між Україною та країнами Скандинавії (в тому числі Швеції) в культурній, освітній та соціальній сферах. З 2017 року організація займається викладанням шведської мови, а також проводить події присвячені Швеції.

- 15 лютого 2024 року в Музеї шведської армії в Стокгольмі Королівська родина Швеції та Президент України відкрили знакову міжнародну музейну виставку «Перехрестя: 1000 років спільної історії Швеції та України»[27][28]. У експозиції представлені експонати з київських музеїв[29]. В межах виставки Львівський історичний музей презентував у Швеції рідкісні експонати, пов’язані з історією України XVII–XVIII століть[27]. Відкриття для відвідувачів – у четвер, 22 лютого 2024 року. Виставка триватиме не менше року[30].

## Співробітництво в науково-технічній сфері
Протягом останніх років активно розвивається українсько-шведське співробітництво в науково-технічній сфері. Основними напрямами співпраці були: відновлювальні джерела енергії та енергоефективність, ядерна та радіаційна безпека, ефективне використання водних ресурсів, охорона здоров'я, наукові та прикладні дослідження, функціонування технологічних парків, охорона навколишнього природного середовища тощо. Під час переговорів Міністра енергетики та вугільної промисловості України Ю. Бойка з Міністром підприємництва та енергетики Швеції М. Улофссоном у червні 2011 р. сторони домовилися розширити співпрацю у галузі енергозбереження, розвитку альтернативних та нетрадиційних джерел енергії. Важливі питання двостороннього співробітництва у науково-технічній сфері були обговорені також під час зустрічей Міністра енергетики та вугільної промисловості України Ю. Бойка з керівництвом низки енергетичних компаній, зокрема «Ваттенфал» та «Фортум». Значні перспективи має співпраця між шведською компанією «Місен Ентерпрайзез» та українськими НАК «Нафтогаз України» та ДП «Укргазвидобування». Експерти компанії досліджують проблеми відновлення виснажених та економічно неефективних родовищ нафти і газу в Україні. Відповідно до домовленостей, досягнутих сторонами, проекти, спрямовані на відновлення, капітальний ремонт свердловин та інтенсифікацію недіючих та малопродуктивних нафтових свердловин, використання ноу-хау в розробці родовищ нафти та газу, будівництво сучасних компресорних установок, підтримання пластових тисків та впровадження новітніх технологій щодо підвищення ступеню вилучення вуглеводнів. Динамічно розвивається співпраця між провідними українськими і шведськими інститутами та університетами у сфері прикладних та наукових досліджень: між Київським медичним університетом ім. О.Богомольця та Каролінським медичним інститутом; Національним технічним університетом України (КПІ) та Шведським Королівським технологічним університетом. Відбулася низка візитів делегацій викладачів та студентів з метою обміну та активізації співробітництва в рамках Болонського процесу. Впродовж 2011 р. у Каролінському медичному інституті на навчанні в аспірантурі перебували 6 українських науковців. Розширюється науково-технічне співробітництво сторін у галузі радіаційного моніторингу довкілля (екології). Експерти Державної інспекції ядерного регулювання України та Шведського Агентства радіаційної безпеки протягом 2011 р. взяли участь у низці семінарів у Швеції та Україні, присвячених актуальним проблемам у цій сфері та виробленню практичних рекомендацій, спрямованих на підвищення рівня радіаційної безпеки українських атомних електростанцій відповідно вимог МАГАТЕ та ЄС. З урахуванням потужного наукового потенціалу, який мають на сьогодні Україна та Швеція, а також беручи до уваги позитивну динаміку розвитку двосторонніх науково-технічних зв'язків впродовж останніх років, є вагомі підстави розраховувати на перспективи їх успішного розвитку і у майбутньому.

## Співпраця на регіональному рівні
У 2009–2010 рр. між Україною та Швецією розвивається співпраця на регіональному рівні. Близько 10 міст Швеції підтримують відносини з українськими партнерами. Розвиваються контакти з провінціями Смоланд, Крістіанстад, містами Сьодертельє, Гетеборг. Київ, Львів, Одеса та Харків співпрацюють зі шведськими містами Стокгольм, Гетеборг та Мальмо в рамках мережі розвитку регіонального співробітництва «Євросітіз» (EUROCITIES). Зокрема, в рамках співробітництва в Харкові відбулася зустріч робочої групи Євросітіз «Європейська політика сусідства і розширення» (8-9 жовтня 2009 р.), в Стокгольмі було ініційовано проведення «EUROCITIES 2009 Stockholm» (25-28 листопада). Асоціація міст України та громад, яка сьогодні об"єднує 527 міст, селищ і сіл України, розвиває партнерські відносини з Асоціацією місцевих влад Швеції. Делегація України брала участь у засіданні 24 Генеральної асамблеї «РЄМР — Ради Європейських муніципалітетів і регіонів» (22-24 квітня 2009 р.) в м. Мальме (Швеція). Україна була представлена делегацією з 7 міст. Серед прикладів найбільш успішних шведських проектів — модернізація системи водоочищення у Львові, проект підвищення ефективності енергопостачання у Києві, розвиток сільськогосподарського бізнесу і фермерства. Шведські підприємства «Альфа Лаваль», «АВВ» беруть участь в реалізації низки проектів щодо модернізації систем теплопостачання з використанням енергоефективних технологій в містах Рівне, Тернопіль, Лубни, а також у Криму. Представники шведських компаній Eco-Energy і «Біогазпром» підписали з муніципалітетами Луцька, Миргорода, Новоград-Волинського, Нової Каховки, Конотопа, Бучі, Старокостянтинівки, Володимир-Волинського угоду про наміри співпраці. У квітні 2009 р. делегація Івано-Франківської області на чолі з заступником голови ОДА Т. Д. Парфаном перебувала з візитом у Швеції з метою ознайомлення зі шведським досвідом у сфері енергозбереження та використання відновлювальних та альтернативних джерел енергії. Між Івано-Франківською ОДА та SweHeat — асоціацією компаній Alfa Laval, Logstor, Petrokraft було укладено Протокол про наміри щодо співробітництва в галузі енергозбереження. У рамках угоди здійснюються заходи щодо переобладнання енергопостачання двох шкіл Івано-Франківської області. За сприяння Королівського інституту технологій Швеції делегація Рівненської ОДА на чолі з Головою ОДА В. Матчуком відвідала в березні 2009 р. Швецію з метою ознайомлення зі шведським досвідом у сфері використання відновлювальних та альтернативних джерел енергії. Делегація Тернопільської області, яка перебувала у Швеції в квітні 2009 р., відвідала провінцію Смоланд, з керівництвом якої було обговорено питання щодо встановлення співробітництва між Тернопільською областю та шведською провінцією Смоланд. У березні 2009 р. міська рада м. Крістіанстад ухвалила рішення щодо започаткування співпраці з м. Полтава в сфері спорту і культури. У зв'язку з цим в червні Полтаву відвідала Голова міської ради м. Крістіанстад Е. Арха. В 2010 р. шведське місто відвідала делегація м. Полтава. Делегація Одеської ОДА на чолі з її Головою М. Сердюком відвідала Стокгольм восени 2009 р.. Українська делегація взяла участь у засіданні Генеральної Асамблеї Конференції приморських регіонів Європи у м. Гетеборг, де провела переговори з місцевою владою м. Гетеборг щодо можливості встановлення співробітництва з Одеською областю. За сприяння Посольства, почесного консула України в м. Мальмо Бо Валленберга та очолюваної ним «Скандинавської дитячої місії» в листопаді 2009 року до Волинської області зі Швеції надійшов гуманітарний вантаж, наданий збройними силами Швеції. Благодійні організації та фонди Швеції, серед яких «Зірка надії», «Місія на Сході», «Скандинавська дитяча місія», організовують лікування та оздоровлення українських дітей. Благодійна організація «Допомога Південної Сконе Україні» (Швеція) надає гуманітарну допомогу на постійній основі для Тернопільської області. Українська громада в м. Гетеборг активно співпрацює з культурними та просвітницькими організаціями, громадами Львова, Одеси. Зокрема, в травні 2009 р. організацією була надана допомога в організації концерту української групи «Гайдамаки» у великому музичному осередку Ґетеборґа «Musikens Hus», в лютому відбувся візит директора студії «Країна мрій», відбувається обмін літературою. Співробітництва українських міст є в рамках Генеральної асамблеї РЄМР, Євросітіз, між Асоціацією міст України та громад і Шведською Асоціацією місцевої влади та регіонів як в економічній так і в культурній, освітній та гуманітарній сфері.
- У 2011 р. вперше у Швеції було встановлено пам'ятник видатному українцеві. У шведському м. Крістіанстад відбулося урочисте відкриття пам'ятника та меморіальної дошки українському гетьману Пилипу Орлику — автору відомої Конституції, яка вважається першою демократичною конституцією на теренах цілої Європи. Відкриття було приурочено до 300-ї річниці Конституції Пилипа Орлика та 15-ї річниці сучасної Конституції України.

## Міста-побратими
- Київ та Стокгольм (від 24 березня 1999 р.),
- Луганськ і Вансбро,
- Хмельницький і Крамфорс.